# La red oculta de la vida
Entangled Life: How Fungi Make Our Worlds, Change Our Minds & Shape Our Futures es una obra de divulgación sobre los hongos. Es la primera obra de Merlin Sheldrake, un biólogo inglés especializado en hongos micorrícicos.
Ha sido publicado por la editorial Random House el 12 de mayo de 2020. La traducción al español se ha publicado con el título La red oculta de la vida por Editorial Planeta.

## Resumen
El libro se aproxima a los hongos desde múltiples ángulos y trata temas como la descomposición, la fermentación, la distribución de nutrientes, la producción de psilocibina, el papel de los hongos en la evolución de las plantas, y de qué manera la vida de los humanos se relaciona con el reino de los hongos. Recurre a la música y a la filosofía para defender sus opiniones, e introduce a los lectores en las diversas líneas de investigación en micología. Relata también las experiencias personales de Sheldrake con los hongos.